# Калоеды
Калоеды (лат. Onthophagus) — род жуков из семейства пластинчатоусые (Scarabaeidae).

## Описание
Жуки мелкого и среднего размера, длиной — 2,5—15 мм. Тело компактное, широкоовальное, уплощённое и более или менее выпуклые сверху и снизу.
Окраска тела весьма разнообразна: чёрная, чёрная с красноватыми или желтоватыми пятнами. Надкрылья часто двухцветные с симметричным или асимметричным рисунком, иногда в тёмных крапинках — «мраморный» тип рисунка. Переднеспинка и голова иногда с ярко-металлическим отливом, или всё тело с металлическим отливом. Поверхность переднеспинки и надкрылий в разнообразной скульптуре, редко гладкая, чаще в простых точках.
Голова овальная, чаще немного поперечная, иногда продольно удлинённая. Передний край наличника закруглён, притуплён или с вырезкой, ограниченной двумя выступами, иногда зубцевидными. Поверхность головы с двумя поперечными килями (лобным и теменным). Лобный киль простой, с боковыми зубцами или полностью сглажен. Теменной киль простой или сильно модифицирован, редко сглажен. Глаза не полностью или полностью разделены задним отростком щеки на две неравные доли, фасетки глаз свободные. Глаза представителей многих подродов из тропиков в связи с ночной активностью сильно увеличены. Усики 9-члениковые. Переднеспинка поперечная. Надкрылья с семью дорсальными бороздками. Пигидий отвесный, закруглённо-треугольный, у самцов многих видов увеличен и размерах, длиннее ширины и более выпуклый, чем у самки.
Ноги короткие, сильные передние голени копательные с четырьмя (редко — тремя) большими наружными зубцами. Передние лапки тонкие и слабые, средние и задние более длинные и заметно уплощены, с бахромой волосков.

## Ареал и видовое распределение
Род один из самых обширных и насчитывает приблизительно 1800—2000 видов (точную цифру назвать нельзя, так как многие тропические виды, по-видимому, относятся к другим родам). Наиболее обильны видами калоедов саванны Африки и тропические ландшафты Азии (соответственно более 800 и более 350 видов). В Западном полушарии — 115 видов, в Австралии — более 150 видов. Для Палеарктики установлено около 120 видов, для России с Украиной, Закавказьем и Среднеазиатскими странами — 85 видов.
В России наиболее многочисленны на крайнем юге, особенно в странах Закавказья и в Средней Азии.

## Биология
Большинство северных видов летают днём. Многие тропические виды активны ночью. Большинство видов населяют открытые ландшафты тропических и субтропических районов мира, но немало интересных видов живёт в тропических лесах, особенно горных. Типичны они и для пастбищ степной и лесостепной зоны.
Большинство видов являются копрофагами. Имаго и личинки питаются фекалиями разнообразных животных, особенно копытных, птиц и экскрементами человека. Ряд видов являются факультативными некрофагами (собирают кусочки мяса, кожи, перьев, волос). Немногие виды предпочитают разлагающиеся растительные вещества, особенно богатые белками, типа плодов яичного дерева или лианы Hodgsonia, по наблюдениям во Вьетнаме. Много видов являются фолсофилами и живут в норах различных животных, особенно сурков и сусликов.
Имеют развитый инстинкт заботы о потомстве. Они копают простые или разветвлённые норы с запасами питательных веществ для личинок в виде коротких колбасок или яйцеобразных скоплений. В большинстве случаев активное участие в заботе о потомстве принимают одни самки.
Пищевые продукты для питания личинок взрослые особи обычно собирают в шары для удобства перемещения. Нередко они пытаются отнять готовый шар у соседа. У самок Onthophagus sagittarius для борьбы друг с другом даже есть пара крупных рогов на голове, расположенных друг за другом.
Единственный бескрылый вид Onthophagus apterus с редуцированными крыльями, распространённый в Квинсленде (Австралия), обитает в местах отдыха кенгуру-валлаби и питается помётом этих сумчатых. Ещё одна колония вида была обнаружена в другом районе, также в местах отдыха валлаби.

## Систематика
Внутриродовая классификация рода разработана весьма слабо, и даже его объём в настоящее время трактуют по-разному. Большинство современных авторов принимают род в широком смысле, включая в него обособленные таксоны.

## Виды

### Основные европейские виды
- Onthophagus (Amphionthophagus) melitaeus (Fabricius, 1798)
- Onthophagus (Furconthophagus) furcatus (Fabricius, 1781)
- Onthophagus (Onthophagus) illyricus (Scopoli, 1763)
- Onthophagus (Onthophagus) taurus (Schreber, 1759)
- Onthophagus (Onthophagus) binodis (Thunberg, 1818)
- Onthophagus (Palaeonthophagus) albarracinus (Baraud, 1979)
- Onthophagus (Palaeonthophagus) angorensis (Petrovitz, 1963)
- Onthophagus (Palaeonthophagus) baraudi (Nicolas, 1964)
- Onthophagus (Palaeonthophagus) coenobita (Herbst, 1783)
- Onthophagus (Palaeonthophagus) cruciatus (Ménetriés, 1832)
- Onthophagus (Palaeonthophagus) dellacasai (Pittino & Mariani, 1981)
- Onthophagus (Palaeonthophagus) excisus (Reiche & Saulcy, 1856)
- Onthophagus (Palaeonthophagus) fissicornis (Steven, 1809)
- Onthophagus (Palaeonthophagus) fracticornis (Preyssler, 1790)
- Onthophagus (Palaeonthophagus) gibbulus (Pallas, 1781)
- Onthophagus (Palaeonthophagus) grossepunctatus (Reitter, 1905)
- Onthophagus (Palaeonthophagus) joannae (Goljan, 1953)
- Onthophagus (Palaeonthophagus) kindermanni (Harold, 1877)
- Onthophagus (Palaeonthophagus) kolenatii (Reitter, 1893)
- Onthophagus (Palaeonthophagus) latigena (d’Orbigni, 1897)
- Onthophagus (Palaeonthophagus) lemur (Fabricius, 1781)
- Onthophagus (Palaeonthophagus) leucostigma (Steven, 1811)
- Onthophagus (Palaeonthophagus) lucidus (Sturm, 1800)
- Onthophagus (Palaeonthophagus) macedonicus (Miksic, 1959)
- Onthophagus (Palaeonthophagus) marginalis (Gebler, 1817)
  - Onthophagus (Palaeonthophagus) marginalis andalusicus (Waltl, 1835)
  - Onthophagus (Palaeonthophagus) marginalis marginalis (Gebler, 1817)
- Onthophagus (Palaeonthophagus) massai (Baraud, 1975)
- Onthophagus (Palaeonthophagus) merdarius (Chevrolat, 1865)
- Onthophagus (Palaeonthophagus) nuchicornis (Linnaeus, 1758)
- Onthophagus (Palaeonthophagus) opacicollis (Reitter, 1893)
- Onthophagus (Palaeonthophagus) ovatus (Linnaeus, 1767)
- Onthophagus (Palaeonthophagus) panici (Petrovitz, 1964)
- Onthophagus (Palaeonthophagus) ponticus (Harold, 1883)
- Onthophagus (Palaeonthophagus) ruficapillus (Brullé, 1832)
- Onthophagus (Palaeonthophagus) semicornis (Panzer, 1798)
- Onthophagus (Palaeonthophagus) sericatus (Reitter, 1893)
- Onthophagus (Palaeonthophagus) similis (Scriba, 1790)
- Onthophagus (Palaeonthophagus) stylocerus (Graëlls, 1851)
- Onthophagus (Palaeonthophagus) suturellus (Brullé, 1832)
- Onthophagus (Palaeonthophagus) tesquorum (Semenov-Tian-Shanskii & Medvedev, 1927)
- Onthophagus (Palaeonthophagus) trigibber (Reitter, 1893)
- Onthophagus (Palaeonthophagus) vacca (Linnaeus, 1767)
- Onthophagus (Palaeonthophagus) verticicornis (Laicharting, 1781)
- Onthophagus (Palaeonthophagus) vitulus (Fabricius, 1776)
- Onthophagus (Relictonthophagus) emarginatus (Mulsant & Godart, 1842)
- Onthophagus (Relictonthophagus) nigellus (Illiger, 1803)
- Onthophagus (Relictonthophagus) punctatus (Illiger, 1803)
- Onthophagus (Trichonthophagus) hirtus (Illiger, 1803)
- Onthophagus (Trichonthophagus) maki (Illiger, 1803)

### Другие виды
- Onthophagus oklahomensis
- Onthophagus pennsylvanicus
- Onthophagus tuberculifrons